# Rotkopf (Alpes d'Allgäu)
Le Rotkopf est une montagne qui s’élève à 2 194 m d’altitude dans les Alpes d'Allgäu, en Allemagne.